# Matapi (plaats)
Matapi is een plaats in het ressort Kabalebo in het noordwesten van het district Sipaliwini in Suriname, op de grens met Guyana.
Er ligt een toeristenverblijf aan de rivier Corantijn. Het gebied trekt toeristen aan om te vissen en te ontspannen. Ook stroomt hier de Matapikreek.
In 1978 werd de Mora-ontsluitingsweg geopend, ook wel de Matapi-Apoera-Wakai-bostoegangsweg, die naar het noorden loopt langs de grens met Guyana. Ook eindigt hier de zuidelijke Oost-Westverbinding. Ruim voor aankomst wordt de Raghoebarsing Airstrip gepasseerd.
Apoera · Bakhuis · Kamp 52 · Matapi · Sandlanding · Section · Wanapan · Washabo